# هنري كريست
هنري كريست هو سياسي أمريكي، ولد في 20 أكتوبر 1764 في فريدريكسبيورغ في الولايات المتحدة، وتوفي في 11 أغسطس 1844. انتخب عضو مجلس النواب الأمريكي ‏.